# 21483 Абдулрасул
21483 Абдулрасул (1998 HJ134, 1984 CH, 1999 RP140, 21483 Abdulrasool) — астероїд головного поясу, відкритий 19 квітня 1998 року.
Тіссеранів параметр щодо Юпітера — 3,594.